# 김종수 (1728년)
김종수(金鍾秀, 1728년 2월 8일 ~ 1799년 1월 7일)는 조선의 문신이다. 본관은 청풍(淸風). 자(字)는 정부(定夫), 호는 몽오(夢梧)·진솔(眞率) 또는 솔옹(率翁)이다. 시호(諡號)는 문충(文忠)이다.

## 개요
한성부 출신. 김구의 증손이며 김치만의 아들이고 김재로의 종손이자 김치인의 5촌 조카이며 김종후의 동생이다. 사도세자의 정적이었던 김상로, 우의정을 지낸 김약로는 그의 재종조부였다.
1750년 생원시와 진사시에 합격하고 1766년 음서로 출사하여 세손이던 정조를 보필하였다. 1768년 과거에 급제하여 대광보국숭록대부 의정부우의정과 좌의정에 이르렀으며, 1795년에 치사하고 기로소에 들어갔다. 그의 친척은 노론당 내 벽파에 속했지만, 그는 노론벽파에 가담하지 않고 노론당 내 청명당 또는 청류파라고 부르는 계파에 가담했다.
세손 시절의 정조의 스승으로 세손 제거 당론에 반하여 세손을 옹호하였으나 노론 내 시파에 가담하지 않고, 노론 청명당파(청류파)에 속했다. 그 뒤 정조 즉위 후 이조판서와 병조판서를 거쳐 우의정, 좌의정에 이르렀다. 정조에게 도의정치를 역설하며 임금이면서 아버지이면서 동시에 스승이 될 것을 건의하였다.
당색은 노론이었으며 노론 벽파의 강경파였던 선조들과는 노선을 달리하여, 당숙 김치인과 함께 노론 청명당파에 가담하였다. 그는 노론 벽파, 시파와 동조하지 않고 세손 정조를 정통으로 규정했다. 세손 시절의 정조의 사부이기도 했다. 대의명분에 입각한 군사부일체론을 주창하였다. 뒤에 독립운동가 겸 정치인이며 임정의 부주석인 김규식의 종고조부이기도 하다.

## 생애

### 생애 초반

#### 출생과 생애 초기
김종수는 1728년(영조 5년) 2월 8일 한성부 서부 미장동(美牆洞, 현 서울특별시 종로구 을지로1가, 남대문로1가, 소공동, 태평로2가, 명동 일대의 사저에서 의정부우의정을 지낸 김구(金構)의 증손자이자 할아버지는 참판 김희로(金希魯)이고, 진위장군(振威將軍) 행세자익위사시직(侍稷)을 지낸 김치만(金致萬)의 아들로 태어났다. 어머니 풍산 홍씨는 홍석보(洪錫輔)의 딸이다. 부인은 홍문관교리를 지낸 윤득경(尹得敬)의 딸이다.
어머니 풍산홍씨는 홍석보의 딸인데, 홍석보의 동생이 홍현보이고, 홍봉한, 홍인한, 홍용한, 홍준한 4형제의 사촌 누이가 된다. 혜경궁 홍씨의 5촌 당고모의 아들로, 내외종 6촌간이 된다. 병조판서를 지낸 홍상한(洪象漢)이 그의 외삼촌으로, 외숙모 함종어씨는 어유봉의 딸이며, 경종비 선의왕후의 사촌 자매간이다. 영의정을 지낸 홍낙성은 그의 외사촌형이었다.
그는 노론 명문가에서 태어났으며 그의 형 김종후는 산림의 대학자 중의 한사람이었다. 그의 가계는 노론 벽파였고 재종조부 김상로와 김양로는 정승을 지낸 노론벽파의 거두로서, 특히 재종조부 김상로는 사도세자의 정적이자 사도세자 제거에 앞장선 인물로 단죄되었으나, 그의 종조부 김재로, 당숙 김치인과 그는 노론 청명당으로 전향하였으므로 정조 즉위 후 벽파는 타격을 받았으나 그의 가족들은 화를 입지 않을 수 있었다.
외가쪽으로는 홍석보의 동생이 홍현보로, 홍봉한과 홍인한은 그의 외종조부 홍현보의 아들들로 그의 외당숙뻘이었다. 혜경궁 홍씨와는 내외종 6촌간이었고, 그와 함께 세손시절의 정조를 보호한 홍국영은 12촌이 되는 외가 친척이 된다.
어려서 그는 정래교(鄭來僑)에게 학문을 배웠다. 정래교는 풍산 홍씨 가문과 청풍 김씨 가문에서 독스승으로 초빙한 인물로, 아버지 김치만 역시 그의 명성을 듣고 특별히 그를 초빙해서 김종수와 형 김종후에게 학문을 가르치게 했다. 그의 아버지 김치만은 자신의 딸, 그의 누이를 영조가 자신의 조카, 일찍 죽은 연령군 훤의 양자 낙천군 이온(洛天君 李縕)과 결혼시키려 하자, 왕명인데도 끝까지 이를 반대하다가 파면당하고 투옥당했다. 그러나 그의 형과 그는 연좌를 면했다.

### 젊은 시절
1744년(영조 20년) 11월 윤득경(尹得敬)의 딸 해평윤씨와 혼인하였다. 1745년 형 김종후와 개성 박연폭포를 방문, 유람하고 돌아와 그해 4월 임성주(任聖周)와 함께 도봉서원을 찾아가 수학했다.
1750년 2월에 생원시(生員試)와 진사시(進士試)에 합격, 생원과 진사가 되고 곧 음서로 관직에 올랐다. 1751년 김상묵(金尙默), 이인상(李麟祥) 등과 함께 충청도 단양 지방을 유람하고 돌아왔다. 1753년 2월 정시 초시(庭試 初試)에 합격했으나, 그 해 10월 부친상을 당하다.
1756년 5월 삼년상을 마친 뒤 이윤영(李胤永) 등과 함께 인천 바다를 유람하고 돌아왔다. 그 뒤 성균관에서 수학하던 중 1758년(영조 34년) 4월 세자익위사 세마가 되었다. 1759년 2월에는 어릴 적 스승 정래교가 죽어 일시적으로 상복을 입었다. 그해 가례도감 감조관(嘉禮都監 監造官)이 되고, 7월 장원서 별제가 됐다. 1760년 1월 공조 좌랑이 되고, 5월 호조 정랑이 되었다가 그해 6월 강서현령(江西 縣令)으로 발령받았다.
1761년 4월 사도세자가 비밀리에 관서행(평안도)을 하자 영유현령 조정(趙日+政)을 만나 의논했으며, 그해 5월 평양 묘향산을 유람하고 돌아왔다. 1762년 8월 장악원주부가 되고 같은 달, 돈녕부주부를 거쳐 그해 11월 평시서령(平市署令)이 되었다. 1763년 5월 영희전영(永禧殿令)이 되었다가 그해 7월 안악군수(安山郡守)로 나갔으며 12월 면천군수(沔川郡守)로 부임하였다.
1766년(영조 42) 11월 27일 영조가 친히 낸 과차에 수석하여, 전시직부(殿試直赴)의 명을 받고 바로 과거에 응시할 자격이 주어졌다. 그해로 세손궁에 보직되어 세손궁익위사세마(翊衛司洗馬)가 되었다. 그는 서인의 분파인 노론의 당원이었고, 노론 내 청명당, 청류파의 한 사람이었지만, 성리학만이 절대적 진리라고 보지는 않았다.

#### 세손의 스승과 대의론
그 뒤 세손익위사세마(翊衛司洗馬)를 거쳐 1768년(영조 44년) 군수(郡守)로 재직 중 그 해의 식년문과에 병과로 급제하여 다시 세자시강원(世子侍講院)에 보직되었다. 이때 세손사부가 되어 세손이었던 정조를 가르치기도 했다. 그는 과거에 병과로 급제했지만 지조가 있고, 풍속을 지켰다는 이유로 영조의 특명으로 을과(乙科) 합격자 예우를 받게 되었다. 그해 5월 부수찬이 되었으며, 계속 세손사부를 겸직하여 정조를 보도하였다. 부수찬에 임명되자 사직 상소와 교지 환수를 상소했지만 영조가 듣지 않고 도로 되돌려주었다. 그해 6월 8일에는 세자시강원 필선이 되고, 6월 12일에는 겸사서에 임명되었다. 1768년 12월 부교리, 이듬해 3월 다시 부교리와 겸필선에 임명되었다.
김종수는 정조가 왕세손일 때부터 정조에게 커다란 영향을 준 스승이었다. 그는 정조에게 2년 정도 원시유학과 정통 주자성리학의 본질을 가르쳤다. 김종수는 군주가 학문을 이끌어 요순시대의 이상을 실현한 것처럼, 군주는 실력을 닦아야 한다며 군주 스스로 학문과 군사 다방면에서 뛰어난 존재가 되어야 함을 역설했다. 또한 세손에게 만인을 포용하는 어버이가 되어야 하며, 항상 높고 숭고한 뜻을 지니고 이것을 이룩하는데 게을리해서는 안된다고 강조했다. 김종수는 세손에게 임금이면서 스승이면서 아버지가 되어야 한다고 입버릇처럼 강조했다. 그는 또 성리학만이 진리라는 견해는 잘못이고, 학자의 해석에 따라 뜻과 의미가 달라질 수 있음을 지적했다. 그는 허목과 윤휴, 윤선도를 비난하면서도, 원시유학의 가치를 설명하였다. 그에게서 수업한 정조 역시 공자, 맹자의 원시유학과 정통 주자성리학을 동시에 바른 학문인 정학으로 받아들였다.
그 뒤 예조정랑, 홍문관부수찬(副修撰)을 거쳐 세손시강원필선(弼善)으로 다시 세손을 성실히 보좌하였다. 이때 외척의 정치간여를 배제해야 한다는 의리론이 정조에게 깊은 감명을 주어, 뒷날 정치의 제1의리로 삼은 정조의 지극한 신임을 받았다. 그해 4월 사간원정언, 5월 홍문관부수찬을 지냈다. 그해 6월 필선, 겸 사서, 12월 부교리를 지냈다.
그는 노론의 당원임에도 당론으로 세손을 제거하려 하는 노론당의 당론에 반대했다. |세손은 국왕의 정통 후계자이며 근본을 바꾸려 하는 것은 역심이며 욕심이라 했다. 그는 노론과 서인의 중진 집안의 후손이었고, 그의 가깝고 먼 친척들이 노론 벽파 내에 있었다. 노론내 벽파, 외척, 탕평파는 그를 껄끄럽게 여겼다.
그는 세손이 사소한 것까지 살펴보는 꼼꼼한 성격인 것과 홍국영이 세손의 신변을 보호하면서 뒤처리를 하는 것을 살펴보았다. 1771년에는 세손에게 사소한 것에 집착하다가 큰 일을 그르칠 수 있다며 조언하기도 했다.

### 관료 생활

#### 노론 청명당 활동
김종수는 노론 온건파였던 김재로나, 노론내 벽파였던 김상로 등 친척들과는 당론을 달리했다. 그의 종조부 김재로는 노론 온건파로서 영조 초반에 탕평당의 기둥으로 활약했다. 역시 종조부인 김약로, 김상로는 왕실외척이 주도하는 탕평당의 맹장으로 활약했다. 특히 종조부 김상로는 노론 홍계희, 소론 정우량과 함께 사도세자를 죽게 만든 장본인으로 지목되어 역적으로 단죄되었다. 정조는 김약로, 김상로와 가까운 김양로를 미워하여 화성 능행과 삼참 행차를 할 때 그의 묘소를 비껴갈 정도였다. 그러나 김종수는 왕가 외척의 정치 관여는 가깝고 먼 인연, 베겟머리 송사 때문에 부패와 비리를 낳을 뿐이라며 이를 부정적인 시각으로 바라봤다.
반면 김종수의 종백부이자 김재로의 아들 김치인은 조카 김종수와 마찬가지로 탕평당 소속 부친의 정치노선에서 벗어났다. 즉 외척이 주도하는 탕평당에 대항한 청명당의 지도자로 변신한 것이었다.
정조를 공격한 김귀주, 정조를 보호한 홍국영과 모두 친밀했으면서도, 그들의 정치적 몰락을 재촉하는 공격을 주도하기도 했다. 오로지 군주의 안위를 생각하여, 친지라 해도 문제가 있는 자는 고변하여 제거하겠다는 김석주를 본받겠다고 공언한 바도 있다. 이러한 그의 평소 소신은 같은 노론 당내에서도 엄청난 적, 비난을 만드는 계기가 되었다.
그는 노론 내 벽파, 시파, 탕평파를 모두 상대해야 했다.

#### 통치자론
김종수는 군주는 통치자이면서 동시에 학문적 스승의 역할을 담당해야 한다고 가르쳤다. 이는 군주나 스승 가운데 어느 한쪽만이 아니라 그 둘을 겸함으로써 이른바 군사가 되어야 한다는 뜻이었다. 김종수는 통치자가 바른 학문을 안다는 것은, 군주 자신이 진정으로 학문을 이끌 수 있도록 노력함으로써 가능하다고 교육했다. 그는 지도자가 지도자이면서 아버지이자 스승이 되어야 한다고 굳게 믿었다. 즉 이상적 시대인 하, 은, 주 삼대 시절에는 군주가 학문을 이끌었고, 그 이후 시기부터는 신하들이 학문을 이끌었지만, 탕평이 표방된 지금의 시대는 새로운 사회로서의 개혁을 표방하고 있으므로 삼대 시절처럼 다시금 군주가 학문 정치를 이끌 수 있는 실력을 닦아야 한다는 것이었다. 곧, '임금은 통치자이면서 스승'이라는 것이다. 그는 군사부(君師父)라 하여 통치자는 통치자이면서 스승의 역할도 겸할 수 있어야 함을 역설하고, 어린 세손에게 만개의 하천을 비추는 밝은 일월처럼 될 것을 강조하였다. 
이 임무를 스스로 맡아서 실천에 옮길 때, 임금은 임금으로서, 개인으로서도 큰 뜻을 달성할 수 있다고 건의하였다. 또한 그는 군주는 만인을 감싸안아야 한다는 것을 역설했다. 사도세자의 죽음을 본 정조는 분노했다. 그러나 그의 이 건의는 후일 정조에게 깊은 영향을 주었고, 정조는 그의 기대에 부응하였다. 결국 후일 모든 신하들이 정조야말로 군주이면서 동시에 스승이기도 한 위대한 성인이라고 추모할 정도로 효과가 나타났다. 정조는 후일 스스로 만천일월주인옹(萬川明月主人翁)이라 한다. 김종수의 존재는 본인 사후 정조의 치적을 방해한 역적이라는 평가와 노론 당내에서도 당론을 어기고 홀로 튀는 행동을 한 인물로 몰려, 조선 멸망 때까지 부정적인 시각과 비판 일색이었지만, 정조에 대한 그의 구상, 이미지메이킹은 그의 사후에도 성공적으로 확립, 정착되었다.
자신의 이론대로 김종수는 노론 벽파 외에도 노론 시파들 조차도 불경한 뜻을 품은 자들이라며 공박했고, 사도세자의 신원을 주장하는 영남 남인들과 소론 시파에 대해서도 역적이라며 줄기차게 공격했다. 그는 지도자는 지도자이면서 아버지이면서, 스승이 되어야 한다고 주장했다. 선비가 정치를 주도하고 백성을 구제해야 된다는 사림의 전통을 유지한 노론에서는 그를 이단으로 규정했다. 그가 죽은 뒤 노론 당내에서 그를 역적으로 추죄할 것을 주장한 것도 그 때문이었다. 그는 정조가 즉위하기 전, 노론에서 당론으로 세손을 제거하려 할 때 소수의 노론내 인사들과 이를 극력 반대했으며, 이천보, 유척기 등 소수의 인사들과 함께 소론 등과도 손을 잡고 세손을 지지하였다. 그의 진정성은 세손을 감화시켰다.

#### 정치 활동
임오화변을 계기로 노론은 사도세자의 후손을 인정할 수 없다는 당론을 세웠지만 김종수는 이를 거부하고 세손은 영조의 적손이니 정통 후계자라는 견해를 고수하였다. 그러나 사도세자가 억울하게 모함당해 죽었다는 유언호 등 노론 시파의 의견에도 억지, 궤변이라며 동조하지 않았다. 이에 따라 노론 벽파나 외척당, 시파와는 별개의 정파인 노론 청명파에 가담하였다. 그럼에도 그는 소론, 남인, 북인을 역적이라 보는 견해를 버리지 않았다.
1769년 3월 홍문관부교리, 세손시강원필선, 6월 홍문관교리(校理)를 거쳐 응교가 되었다. 12월 장연 현감(長淵縣監)에 임명되었으나 왕의 특별 배려로 다시 홍문관수찬으로 직책이 바뀌었다. 이어 경연시강관을 겸하였으며, 그 뒤 다시 홍문관교리로 임명되었으며, 1770년 비변사낭청(郞廳), 승지에 임명되었다. 1771년 이일증의 일에 연루되어 왕명으로 윤시동(尹蓍東)과 함께 파면, 사판에서 삭제되었다가 곧 복귀하였다. 1772년(영조 48년) 3월 성균관 대사성을 추천할 때 그가 1등으로 추천되고 나머지 2명도 노론인사가 추천되었다. 영조는 대사성 추천에 전부 노론 당원이 추천된 일을 김종수가 꾸민 일이라 의심했다. 곧 당폐(黨弊)를 일으킨 죄로 탄핵을 받고 영조에 의해 기장(機張)에 유배되었다.

#### 파벌 조장 혐의와 유배
1772년 청명(淸名, 청렴함과 명예)을 존중하고 공론을 회복해 사림 정치의 이상을 이루려는 노론내 청명류(淸名流)의 정치적 결사체가 드러날 때, 당파를 없애려는 영조는 이들이 오히려 당론을 조장한다고 보고 그 지도자인 조정(趙晸), 김치인(金致仁), 정존겸(鄭存謙), 이명식(李命植) 등을 유배보냈고, 이때 김종수 역시 청명류의 지도자로 지목되어 경상도 기장현의 금갑도(金甲島)로 유배되었다가 다음 해 방면되었다.
그는 영조에 의해 청명당이라는 새로운 파벌을 조장했다, 숙부 김치인을 움직였다는 혐의와, 대사성 후보자의 1등으로 자신의 이름이 낙점되도록 뒤에서 유도했다는 의심을 받고 처벌, 유배되었다.
그는 홍국영과 가깝게 지냈고, 혜경궁 홍씨와도 인척이었음에도, 혜경궁은 그가 뒤에서 음모를 꾸미는데 가담한 인물 정도로 취급했다. 혜경궁은 한중록에도 그가 홍국영과 어울려서 뒤에서 음모를 꾸민다고 묘사했다.
영조는 그가 숙부 김치인을 꾀어내어 당파를 만들었다며, 유배형에 천극형을 더하여 서민을 삼고 그의 가족들에게 금고형을 내렸다. 1774년 세손이 대리청정의 명을 받은 뒤, 1776년(영조 52년) 1월 특별히 공조 참의(工曹參議)에 제수되자 사직하고 고향으로 돌아가 노모를 봉양할 것을 상소했다. 그러나 세손은 받아들이지 않고 끄트머리에 추천되어 낙점(落點)한 것은 특은(特恩)에서 나온 것이니, 지나치게 사양하지 말라고 하였다.

#### 외척 세력 제거
1776년, 유배된 지 4년 만에 영조의 죽음으로 행장찬집당상(行狀纂輯堂上)이 되었고, 정조가 그를 특별히 요직에 발탁하였다. 조정에 돌아온 그는 세손의 즉위를 반대한 홍인한, 음모를 꾸민 정후겸, 김귀주 등을 복주할 것을 상소하였다. 그는 노론 내에서도 노론 벽파 인사들을 왕의 자리를 택군하려 한 대역죄인들이라 성토하고 이들을 처치할 것을 상주했다. 김종수는 정조의 외할아버지 홍봉한도 홍인한, 정후겸, 문성국과 한패라며 법으로 처단할 것을 건의한다. 한편 홍인한의 사주를 받고 세손 대리청정을 반대한 심상운이 복주될 때, 그의 무리로 언급되었지만 정조는 이를 듣지 않았다.
김종수는 왕세손의 학문을 담당한 시강원에 근무하면서 정조의 스승이라는 각별한 경력을 쌓았다. 그런데 정조가 김종수를 크게 신임한 이유가 이런 인연 때문만은 아니었다. 김종수가 정조에게 설파한 군주론이 정조의 생각과 정확히 맞아떨어졌기 때문이다. 일찍이 세손시절 김종수가 통치자이면서 스승이면서 아버지가 되라(군사부)는 것을 여러번 정조에게 반복했는데 이는 세손 정조의 생각, 세손 정조가 이상적인 군주로 생각하는 것과도 정확히 일치하는 것이었다.
혜경궁 홍씨는 한중록에 그가 꾀를 내어 홍국영과 함께 자신의 친정을 공격하고 원수가 됐다고 했다. 혜경궁 홍씨는 김종수의 형 김종후가 1767년 세손궁 자의에 임명되자, 친정아버지 홍봉한이 이를 반대, 상중이라 직접 반대하지 못하고 다른사람을 시켜 김종후의 세손궁 임명을 반대한 일로 원한을 품었다고 주장했다.
이후 기용되어 승지에서부터 1년 사이에 우참찬(右參贊), 병조판서로 승진되었다. 노론벽파의 강경파였던 선조들과는 노선을 달리하여 당숙 김치인과 함께 노론온건파에 가담하여 숙청을 면하고 정조에 의해 등용되었던 것이다. 사도세자와 그 후손은 적통으로 인정하지 않는다는 노론의 당론을 어기고, 일부 인사와 함께 세손은 영조의 적법한 계승자라 주장하였다. 그는 노론 내에서도 따돌림을 받게 되었고, 이후 정조 즉위 후 개혁작업을 하면서도 같은 노론 인사들의 처벌을 묵인, 동의하게 된다.
그는 화완옹주에 대해서도 계속 공격, 처벌을 요청했으며 정후겸을 처형했지만 정조는 화완옹주는 살려주었다. 화완옹주는 작위를 박탈당하고 정처(정씨의 처), 정치달의 처라는 이름으로 불렸다. 그는 화완옹주를 사형시킬 것을 상소했다. 1795년 3월까지 그는 계속 화완옹주의 처단을 상소했다.
1778년 4월 의정부좌참찬 겸 성균관사업이 되어 4월 20일 경연고사비례(經筵故事比例)를 지어 정조에게 올렸다.
그러나 홍국영의 권력이 강해지고, 홍국영이 자신의 누이 원빈 홍씨가 아들을 낳지 못하자, 후계자 문제에 개입하는 것을 보고 다른 마음을 먹고 있다며 비판했다. 이후 김종수는 홍국영을 탄핵하는 상소를 올리는 한편, 재야의 산림 유생들을 배후에서 홍국영 탄핵 상소를 올리도록 부추겼다. 정조는 김종수를 이용하여 홍국영을 실각시켰다. 정조의 뜻을 알게 된 김종수는 홍국영 탄핵에 앞장섰다. 비록 임금의 지시를 받았다고는 하지만, 어제의 동지인 홍국영을 물어뜯는 김종수의 태도를 두고 혜경궁 홍씨가 정조에게 "어쩜 저럴 수 있느냐?"고 말하자, 정조는 "지도 살아야 하니 어쩌겠습니까?"라고 대답하기도 했다. 그는 홍국영이 원빈의 양자를 물색하는 것 역시 다른 마음을 품은 것으로 지적했다.
그는 친한 인물이라고 해도 정치적, 인격적, 사상적으로 문제가 있는 인물은 칼같이 잘라야 된다고 공언하였다. 그러는 한편으로 홍봉한, 홍인한의 상사 때나 홍국영의 사망소식을 듣고는 찾아가서 조상하였다. 그러나 이들의 사면 복권에는 반대했다. 사적인 애통은 애통이고 공적으로는 잘못을 했으니 어찌할 수 없다고 반대했던 것이다. 동시에 사도세자에 대한 복권, 추숭을 염원하는 정조에게도 사적인 슬픔과 공적인 입장을 구별할 것을 촉구했다.
김종수가 표방한 핵심 정치 원칙은 외척과 궁중세력을 멀리하여 그들의 정치 간여를 막아야 한다는 것이었다. 따라서 영조 말기에 소론과 손잡고 세손의 정통성을 인정하려는 홍인한, 홍봉한 계열을 공격하여 몰락시켰다. 그 뒤 정조 즉위 초에는 왕권에 위협이 되는 김귀주, 김관주 일파를 탄핵하여 몰락시킨다. 그밖에 정조 암살을 시도한 홍계능 일파를 맹렬하게 성토하여 몰락시켰다.
그 뒤 승지·경기도관찰사·평안도관찰사를 거치고, 규장각의 제도가 정비되면서 제학에 임명되었다. 이어 규장각의 각신인 박지원과 홍대용, 박제가, 서이수 등에게 학문을 가르쳤다. 성리학이나 주자의 주해보다는 공자, 맹자의 원시유학과 순자의 성악설 등을 가르쳤다. 한편 규장각을 중심으로 노론 서얼과 노론 북학파를 중용하자 노론 일각에서는 정조가 당을 분열시키려 책동한다며 반대하였으나, 김종수는 이를 강하게 반박하며 규장각 각신들을 보호하였다.

#### 소론과 남인 견제, 홍국영 공격
김종수는 정조가 즉위하기 전부터 노론 청명파의 실질적인 최고 지도자였다. 특히 정조 즉위년은 노론당의 정치원칙이 승리했음을 의미하는 병신처분이 내려진지 60주년이 되는 해였다. 이 시기적 특성을 이용하여, 김종수는 정조 가 신임하는 홍국영과 손을 잡고 노론의 정치원칙을 다시 떨치는 작업을 적극 추진해 소론과 남인계 정파의 입지를 대폭 좁히려 하였다. 그럼에도 동시에 노론내 벽파와 외척당, 탕평당을 반역자로 규정했다.
그래서 노론 붕당의 초대 당수 송시열의 위패를 효종의 위패 옆에 추가로 모신 반면, 영조가 되돌려준 소론 붕당의 영수 윤선거(尹宣擧)와 윤증(尹拯) 부자의 관작은 다시 박탈했다.
그리고 노론계 산림 송덕상, 송환억, 김종후를 불러 올려 정책결정 과정에 참여시키는 한편, 영조가 혁파한 이조전랑의 권한을 다시 회복시켰다. 이 때문에 그의 형 김종후는, 아우의 정치적 입지와 반대파의 몰락이 너무 확연하니, 부디 근신하고 신중하게 처신할 것을 권유하는 편지를 보내기도 했다. 그러나 그는 노론의 돌격장 역할을 버리지 않았다.
그의 이러한 행동을 정조가 적극 수용했던 것은 '문제가 있는 인물이라면 육친, 친구라고 해도 용서하지 않는다'는 그의 평소 발언과, 사도세자와 세손을 배격한다는 당론을 거부하고 세손을 옹호한 일, 홍국영과 손잡고 세손의 즉위를 방해하던 같은 당의 홍봉한, 홍인한 일파, 김귀주, 김관주, 정후겸 일파를 제거한 점, 그리고 홍국영의 권력남용이 심각해지자 홍국영을 탄핵해서 제거한 일 등 그의 소신 때문이었다.
그러나 위의 조치들은 후일 정조가 소론 서명선과 남인 채제공을 정승으로 등용하면서 단계적으로 취소되었다.

#### 정치적 대의
정조의 왕권이 어느 정도 안정되자 그는 스스로 물러나 고향으로 되돌아가려 했다. 그러나 채제공 등용 이후의 정국에서는, 정조의 뜻을 받들어 출사했는데, 그것은 남인을 강력하게 견제하기 위해서였다. 김종수는 남인이 오랫동안 실권하였다가 정조의 각별한 배려로 등용되는 것이므로 원한에 사로잡혀 사형, 추탈, 부관참시 등의 일을 벌여 조정을 파란으로 몰고갈 수 있다고 보았다. 그리하여 그는 남인이 사도세자 문제를 꺼낼 때나 영조의 처분을 뒤집으려 할 때 상소를 올려 채제공 등을 내치고 처단할 것을 주청하였다.
그는 외척의 정치 간여를 배제해야 한다는 상소를 정조에게 올려 정조의 신임을 얻었다. 영조 후반과 정조 즉위 초 김종수는 홍국영 등과 손잡고 정조의 집권을 위협하는 홍봉한·홍인한 계열과 정후겸 계열, 김귀주 계열 등의 외척 세력을 견제, 공격하였으며 외척 세력이 몰락한 뒤에는 홍국영의 권력남용과 월권행위를 집중 공격하였다. 1780년 이조판서가 되어 홍국영(洪國榮) 등의 제거에 앞장섰으며, 홍국영이 왕실 후사문제에 개입하자 그를 역적이라 성토, 사형에 처할 것을 상소하였다. 홍국영의 정적이된 소론 서명선 등과 손잡고 홍국영을 조정에서 몰아냈고, 그 뒤에는 다시 소론과 시파, 남인을 공격하였다. 혜경궁 홍씨는 한중록에 김종수와 홍국영이 같이 원수를 제거하더니 홍국영이 패망하자 그는 태도를 바꿔 홍국영을 맹렬히 공격했다며 부정적으로 봤다.
1781년(정조 5년)에 대제학에 올랐고, 그 뒤 이조판서·병조판서를 거쳐 의금부판사(義禁府判事)와 규장각의 대제학, 1789년 의정부우의정, 좌의정을 역임하였다. 1792년에 경상도의 남인 선비 1만 5천명의 연명 상소인 영남만인소(嶺南萬人疏)가 올라와 사도세자를 위한 복수, 토역(討逆)을 주장하자, 김종수는 예전에 정조와 대담하였던 내용인 “순(舜)임금·주공(周公)과 같은 대공지정(大公至正)의 도리로서 부모를 섬김이 효도”라는 상소문을 올려 이 논의를 가라앉혔다. 노론내 청명당의 지도자로 활동하며 노론 벽파와 갈등했던 그는, 정조의 개인적 노론벽파에 대한 기피 혐오와 별도로 정조의 각별한 예우를 받았다.
그는 신해통공과 같은 경제 개혁에도 극력 반대했으며, 서학과 천주교에 대해서도 강경일변도였고, 신분제도의 완화에도 반대했다. 소인배나 천민 중에서도 인재를 발탁해야 한다고 역설했지만 신분제도 자체를 폐지하는 것은 하늘의 도를 거스른다는 것이 신분제 폐지 반대의 이유였다.

#### 정치 활동
1784년(정조 8년) 1월 스스로 외직으로 나갈 것을 여러번 정조에게 간청하여 양주군수로 부임했다. 양주군수 재직 중 그는 규장각지(奎章閣志)의 발문을 지어주었다. 그해 11월 세자우빈객에 발탁되고 12월 공조판서가 되었다. 그러나 이노춘(李魯春), 윤득부(尹得孚)의 옥사에 연루되어 오대익(吳大益) 등의 논핵을 받고 삭탈관직, 문외출송되었다.
1785년 2월 서용(敍用)의 명을 받고 복직, 규장각 제학에 임명되었다. 그해 판의금부사가 되어 이율(李瑮)의 옥사를 친국하였으며, 옥사를 친국한 공으로 밭과 노비를 하사받았다. 그해 4월 판돈녕부사가 되다. 1786년 1월 입대하여 체재공(蔡濟恭), 한광협(韓光協)의 일을 논하였다. 그해 5월 문효세자의 묘지문(墓誌文)을 지어 올렸고 그해 12월 대제학이 되었다. 이듬해 수어사가 되었다가, 1787년 8월 정조가 친히 초계문신(抄啓文臣)을 선발하는 친시(親試)의 독권관(讀券官)으로 시험을 진행하였다.
1788년 1월 형조판서가 되고 그해 6월 유성한(柳星漢), 정택부(鄭澤孚), 김상숙(金相肅) 등을 추천하여 골라서 임용할 것을 상소했으며, 그해 9월 겸 판의금부사가 되었다가 곧 해임되었다.
1789년 정조의 명으로 각 지역의 향토지리지를 집대성한 해동읍지(海東邑誌)의 정리, 편찬을 주관하여 그해 6월 해동읍지를 간행하였다. 그해 8월 대제학이 되고 9월 겸 판의금부사가 되었으며, 바로 훈련도감대장, 어영청대장, 금위영대장, 총융사, 포도대장을 모두 겸직했다. 얼마 뒤 대광보국숭록대부로 승진, 우의정이 되었다. 1790년 3월 당숙 김치인이 죽어 곡하였고, 그해 8월 모친상을 당해 사직했다. 1792년 3년상을 마치고 그 다음 달 부인 해평윤씨가 죽었다. 그해 말 판중추부사가 되어 사옹원도제조, 사역원도제조를 겸직했다.

#### 영남만인소 사태
1793년(정조 16년) 1월 개성부유수 이가환(李家煥)이 자신이 사람들의 미움을 받는 일은 종조부 이잠(李潛)으로 인한 일인데 이잠은 충심으로 상소를 올린 것이라 하였다. 우의정 김이소가 이가환의 처벌을 청하자 정조가 거절했고, 대사성 심환지는 이가환의 상소가 규례에 어긋났음을 지적했으나 정조가 듣지 않았다. 곧 그는 어떻게 나라를 위해 목숨을 바쳤다는 말을 언급하느냐며 이가환의 처분을 청했으나 정조가 듣지 않았다. 그는 다시 이가환을 처벌할 것을 상소했으나 정조가 듣지 않았다.
1793년(정조 16년) 경상도의 유생 1만 5천명이 영남만인소를 올렸다. 이인좌의 난에 가담한 사실이 없음을 상소한 것이었으나 사도세자의 억울함과 신원을 상언하는 내용이 있었다. 이 상소를 읽은 정조는 목을 매여 말을 잇지 못했다. 그는 정조에게 개인적인 슬픔은 개인적인 슬픔으로 남기고 국정에는 반영하지 말 것을 상주했다. 당시 소론과 남인은 물론 왕실외척과 정조의 측근 신하들도 이른바 임오의리에 적극 동조했다. 영남만인소 이후, 사도세자에게 씌워진 모함 때문에 잘못 내려진 영조의 처분을 뒤집어야 한다는 임오의리 문제가 정국의 현안으로 떠올랐다.
이때 김종수는 노론 강경파를 대동하고 임오의리 천양 분위기에 대항했다. 그는 정조에게 "인륜이 무너지는 정도의 변고를 당하고도 올바름을 잃지 않아야, 순(舜) 임금이나 주공(周公)과 같은 옛 성인의 경지에 이를 수 있습니다."라고 하면서, '개인적인 효도는 효도로서 하고 정치원칙(의리)는 정치원칙으로 해야 한다.'는 처리방식을 제기했다. 그는 연산군이 사사로운 원한을 갚으려고 하다가 폐비 윤씨의 명예 회복은커녕 다시 몰락하게 했던 것을 예로 들었다.
이는 사도세자의 문제를 개인 문제인 애통으로 국한시켜야 한다는 주장으로, 임오의리란 결국 특정 당의 당론이고 일부 정파가 이를 이용, 사적인 이익을 추구하려고 내세운 표방일 뿐이라고 비판한 것이다. 그는 사도세자를 비판하는 노론 벽파 역시 정조를 끌어내리려는 역적으로 규정했고, 시파, 남인, 소론 역시 사도세자 복권을 핑계삼아 왕의 마음을 흔들려는 무리들로 규정, 비판했다.

#### 금등 문서 공개
1793년(정조 17) 5월 의정부좌의정이 되었다. 얼마 뒤, 이때 함께 영의정에 임명된 채제공(蔡濟恭)이 올린 금등(金縢) 사건과 관련된 상소를 대중에 공개하라고 청하고 사직서를 올렸다.
당시 정조는 영조가 남긴 친필문서 '금등(金騰)'을 공개했다. 일설에는 그가 금등을 공개하도록 유도했다는 소문이 돌았다. 금등은 영조가 사도세자를 죽인 처분을 후회하는 내용이다. 사도세자가 군주인 영조를 위해서 스스로 죄를 입었다는 내용의 문서였으므로 영조의 금등이란 칭호를 얻은 것이다. 이때 함께 입궐, 이로써 정조는 사도세자의 신원을 청하던 영남만인소와 채제공의 견해를 일단 수용했다. 그러나 개인적인 슬픔은 개인적인 슬픔으로 마무리지을 것이며 영조의 원칙을 뒤집지는 않겠다고 선언한다. 노론 벽파에서는 문서가 날조된 것이라고 반박했지만 김종수는 이를 수용하였다.
금등이 공개되면서 그는 정조가 마음이 흔들릴 것을 염려, 감정에 휘둘리지 말 것과, 영조의 처분을 뒤집지 말 것을 여러 번 간곡하게 부탁했다.
정조는 금등 문서를 신하들에게 공개했지만 사도세자에 대한 영조의 처분을 뒤집지는 않았다. 김종수가 제기한 개인적 애통과, 정치원칙(의리)을 구분하겠다는 방식을 수용한 것이다. 이는 강경파를 함께 써서 조화시키겠다는 정조의 탕평정치 방식에서 나온 결정이었다. 동시에 이 금등을 직접 본 김종수는 자신의 정치원칙이 지나치게 집요했음을 정조 앞에서 인정하지 않을 수 없었다. 한편 정조는 사도세자 복권 여론, 사도세자 추존 여론을 청하는 상소에 대해 읽어보고 비통해하면서도, 그들을 법으로 처벌하여 영조의 유지를 지켰다.
1793년 6월 정조는 김종수와 채제공과 함께 파직했다. 곧 얼마 뒤 함께 중추부판사로 임명되었다.
그러나 정조는 못내 아쉬워하여 서유린(徐有隣) 등에게 사도세자를 추존하고 싶어하는 속마음을 털어놓았고, 이는 서유린의 아들 서준보(徐俊輔)와 증손자 서상조(徐相祖)에게도 전해졌다. 순조 때에 일각에서 사도세자 추존 여론이 나왔다가 오래된 일을 다시 꺼낸다며 거절당하면서 잊혀졌지만, 1855년(철종 6) 서준보가 사도세자의 추존을 청하는 상소를 올렸고 1899년 8월 3일 서상조가 다시 사도세자를 추존할 것을 청하는 상소를 올려 고종이 최종적으로 수락하게 된다.
그는 끝까지 세손이 영조의 자손이니 정당한 계승자라며 노론 벽파와 외척당, 탕평파를 논박했지만, 정조의 사도세자 복권 시도에 대해서는 도의에 어긋난다며 중지할 것을 촉구했다. 이상적인 지도자를 설명한 그의 지론에 감화된 정조는 눈물을 머금고 그의 이론에 수긍했다. 홍국영도 권력을 농단한다며 비난했지만 그는 청렴했으므로 비난할 구실이 없었고, 그는 노론 당내에서도 미움을 받았다.

### 생애 후반

#### 탕평 정국
영남만인소를 읽고 목이 메어 울던 정조는 그에게 개인적인 아픔은 개인적인 아픔에 불과하다며 개인적인 원한을 정무에 적용시킬수 없다는 의사를 피력하고, 후에 그는 오히려 자신이 지나치지 않았나 하여 강경론에서 일보 후퇴하기도 한다. 1793년에 좌의정에 임명되었다. 임성주(任聖周), 윤시동(尹蓍東), 김상묵(金尙默) 등과 친하게 교유했으며, 어려서부터 경술(經術)로써 일세를 풍미했다 한다. 정조는 그와 윤시동, 채제공과 더불어 3인을 자신의 의리를 조제하는 탕평의 기둥으로 지적하였다.
1794년에 사도세자를 위한 토역을 다시 주장한 남인재상 채제공(蔡濟恭)과 양립할 수 없다는 의리를 굽히지 않음으로써 정조의 두 의리를 조제하는 탕평에 대한 배신으로 지목되어 그해 2월 삼사의 합계로 탄핵을 받았고, 영의정 홍낙성(洪樂性) 등이 상소를 올려 삭탈관작(削奪官爵)되고, 방귀전리(放歸田里)의 처분을 받았다. 곧 경상북도 평해군에 유배되고 위리안치형에 처해졌다. 그해 3월 경상남도 남해현(南海縣)으로 유배지가 옮겨졌다. 이때 그와 채제공의 대립을 미리 알리거나, 탄핵하지 않았다는 이유로 사간원과 사헌부의 관원들도 대대적으로 파면되었다. 유배소에서 그는 명성을 듣고 찾아온 선비들을 가르치며 후학 양성에 전념하였다.
그해 6월 석방의 명령을 받았고, 그해 12월 판중추부사로 서용되었다. 곧 치사(致仕)를 청하였다.

#### 은퇴와 최후
그 뒤 경상남도 남해로 이배되었다가 석방되었다. 그러나 정조는 그를 각별히 아꼈고, 1795년 광주군 서부면 정림(靜林)으로 되돌아왔으며, 상경하여 치사(致仕)하고 봉조하(奉朝賀)가 되었다. 1797년 기로소(耆老所)에 들어갔다.
원칙을 중요시하는 노론계 인사로 벽파, 외척세력을 멀리하였다. 또한 정조에게 통치자이자 아버지이자 스승(君師父)이 되기를 제안하였다 한다. 처음에는 노론 시파 및 소론, 남인에 대한 강경론을 주장하였으나 정조의 설득으로 온건론으로 선회, 돌아서기도 했다. 그러나 1806년 시파가 집권하면서 정조의 치적을 파괴한 노론 벽파의 영수로 몰려 단죄되었다.
정조실록을 보면 정조의 지우에도 불구하고 자신의 견해를 고집한 심환지와는 달리, 김종수는 말년에 정조의 뜻을 이해하고 자신의 견해를 바꾸었다고 한다. 그는 남인 채재공을 역적으로 지목하고 비판했으면서도, 나라를 위해서는 채재공의 의견도 받아들여야 한다고 했다. 한편 소론 시파의 당론서 '대천록 (待闡錄)'을 보면 그는 정조가 신임한 채제공을 역적이라고 공격하기는 했지만, 채제공의 정치원칙도 국익을 위해서는 국가에 필요하다고 인정했다.
저서로는 정조에게 자신의 정치적 이상을 지어 바친 《문신강제절목 文臣講製節目》과 《몽오집》이 있다. 그밖에 정조의 명으로 각 지역의 향토지를 모아 집대성한 《해동읍지》를 지었다. 1799년 1월 7일 경기도 포천군 주내면(후일의 포천시 포천동) 별장에서 사망하였다. 혹은 포천군 군내면 구 포천군청 근처에서 사망했다는 설도 있다. 그는 생전에 스스로 자신의 묘비문을 지었고, 비문 앞면은 한석봉의 글씨체로, 비문 뒷면은 당나라 유공권의 글씨체로 새기게 했다. 뒤에 정조의 묘정(廟庭)에 배향되었다. 독립운동가이자 임시정부 부주석 김규식은 그의 재종고손이었다.

### 사후

#### 추탈과 추죄
그가 정조에게 세손시절부터 강조하던 군사부가 되라는 기대에 부응하여, 정조는 사후에도 김종수의 평소 생각대로 신하들에게 위대한 아버지이자 스승이며 박학다식한 임금이라는 추모되었었다.
1799년(정조 23)에 사망하였으며 , 정조 사후에는 바로 종묘(宗廟)의 정조대왕(正祖大王) 묘정(廟庭)에 배향(配享)되었다. 바로 경기도 광주군 서부면 정림(廣州郡 西部面 靜林)에 매장되었다가 뒤에 광주군 서부면 광암리(현, 하남시 광암동)에 이장되었다. 1800년 1월 사간원 사간 박서원의 상소로 종묘의 정조 묘정에 배향되었다. 1806년 노론 벽파 내부에서 나온 죄인의 아들은 왕위를 이을 수 없다(罪人之子 不爲君王)의 대화가 시중에 공개되면서 노론 벽파의 지도부 김관주, 심환지, 김달순은 정조에 불충한 역적으로 규정되어 지탄받았다. 그러나 그는 노론 벽파와도 대립하고 노론 시파와도 대립했던 노론 청명당의 지도자였으나, 노론 시파에 의해 벽파로 몰렸다. 노론 내 소수 파벌이었던 노론 청명당은 그의 사후 몰락하였다.
결국 그는 노론 시파에 의해 노론 벽파의 영수로서 정조의 치적을 파괴하는데 가담한 인물로 몰려 1807년(순조 7) 7월 홍문관과 예문관에서 그의 죄를 바로잡을 것을 청하는 탄핵이 올라간 이후, 상소 사헌부, 사간원으로부터 계속 출향 상소가 이어졌다. 8월 8일 거듭된 상소 끝에 정조 묘정에서 출향되었다. 노론 내 벽파, 외척당을 제거할 때, 김종수와 노론 청명당 역시 벽파, 외척당과 같이 정조의 치적을 방해하거나 파괴한 무리로 매도당했다.
그는 사후 권모술수에 능한 음침하고 음흉한 인물로 매도되었지만, 그는 생전에는 꾸밈없고 거짓이 없었으며, 사람을 진심으로 솔직히 대했다는 평가를 받았다. 그는 김구주와도 사이가 좋지 않았고, 심환지와는 생각이 달라 서로 멀리했음에도 순조 즉위 직후 척신인 김구주(金龜柱) 및 심환지(沈煥之) 등과 함께 당파를 이루어 정조를 기만, 농락하고 뒤에서 그 치적을 파괴했으며, 자신의 이익을 추구했다는 이유로 여러번 노론 시파의 공격을 받고 관작이 추탈되었다가, 곧 회복되었다.
1807년 8월 그는 역적으로 단죄되었고, 이후 관작은 모두 추탈되었다. 가족과 친지에게도 연좌제를 적용하자는 상소가 올라왔으나 거절되었고, 형 김종후에게도 추율을 가해, 관작을 삭탈하자는 논의도 나왔으나 순조는 받아들이기를 거부하였다. 그러나 그는 정조의 업적을 파괴한 역적으로 규정되어 순조 이후에도 오랫동안 공격, 매도당했다. 그럼에도 그의 이론, 그가 만들려던 정조에 대한 이미지는 성공을 거두어, 후대에도 정조는 아버지이자 통치자이며 스승인, 덕망높은 군주라는 이미지로 후대에 남게 되었다. 그해 9월 그의 위패를 모신 나주, 양주, 평해의 서원이 철폐되었다.

#### 복권
1864년(고종 1년) 7월 복권 상소가 올려져 관작이 회복되었고, 1866년 1월 다시 정조의 묘정에 배향되었다. 일각에서는 그를 성균관 문묘에도 배향해야 된다는 상소가 올라왔다. 그러나 그의 복권과 문묘배향을 놓고 이견이 분분하였다. 흥선대원군이 남인, 북인을 등용하자 그에 대한 비난은 더 심해졌다.
그의 저서는 일제시대에 와서야 간행되었다. 그의 저서는 한동안 금서(禁書)가 되었다. 1910년(융희 4년) 그의 일족인 청풍김씨 중 일부 뜻있는 이들이 그의 문집을 재간행했고, 먼 방계 후손 운양 김윤식(金允植)이 발문을 지었으며 한일 병합 조약 이후에 활자로 간행되어 시중에 유통되었다.
경기도 하남시 묘소 앞에는 후일 광암서울정수장(광암아리수정수센터)가 들어섰고, 2015년 4월 후손들에 의해 하남시 광암동에서 경기도 의왕시 고천동 산31번지에 6대조모 김인백 처 안동권씨 묘소 근처에, 다른 일족의 묘소와 함께 이장되었다.

## 저서
- 《몽오집》
- 《문신절제강목》 (공저)
- 《경연고사비례(經筵故事比例)》
- 《화성성역의궤(華城城役儀軌)》 (1796)
- 《연암유적(淵庵遺迹)》
- 《청풍세고(淸風世稿)》 (공저)
- 《충헌공유고(忠憲公遺稿)》 (공저)
- 《해동읍지(海東邑誌)》, 전국의 향토지를 모은 것

## 사상적 측면

### 왕도 정치
그는 대의명분을 중시하였다. 사후에는 음흉한 모사가로 묘사되었지만 생전에는 솔직하였다 한다. 그는 왕도정치를 이상으로 간주하고, 왕도정치를 재건하는 것을 이상으로 삼았다. 따라서 임금은 통치자이자 아버지이며 동시에 스승이어야 한다(군사부일체)는 이론을 주창했다. 동시에 그는 율곡 이이의 경장기에 대한 것을 설파하기도 했다. 남인의 채제공 등은 역적, 간신이라 비판하면서도 그들의 이론 또한 국익을 위해서는 당연히 필요한 것이라는 입장을 보였다.
임금은 통치자이자 아버지이며 동시에 스승이어야 한다(군사부일체)는 이론에 대해 남인과 소론에서도 그를 공격하면서도 그의 견해에 이의를 제기하지 못했다. 다만 심환지 등은 현대의 지도자가 반드시 요순일 필요는 없다고 반박하기도 했다.
그러나 사후 노론의 지도자로 몰리면서 고종 때까지 사실상 정조의 치적을 파괴한 역적이며 권모술수에 능한 인물로 매도되었다.
대한민국시대의 역사가 박광용에 의하면 "김종수의 보좌로 정조는 '통치자이면서 스승'이라는 시대에 정확히 부응하는 이미지 메이킹'을 할 수 있었다고 보았다.

### 세손 정통론
노론벽파의 당론으로는 역적(사도세자)의 아들은 역적의 후손이라 계승권이 없다는 당론을 세웠으나, 그는 노론 내 청명당, 청류파에 속하며, 세손이 적법한 후계자이며, 정조의 즉위를 인정하고 군주이므로 소임을 다해야 된다고 주창하였다.
그는 같은 노론이면서도 노론 벽파를 공격했다. 그는 문제가 있다면 김석주처럼 지친과 친분있는 자들과도 인연을 끊겠다고 공언, 개인적인 친분이 있던 김귀주, 김관주, 정후겸 등의 벽파 외척을 임금의 자리를 노리는 역적들이라며 공격하였고, 홍국영이 왕실 후계자 문제에 개입하려 하자 산림 유생들을 동원하여 홍국영을 공격하여 몰락하게 했다. 한편 노론 시파와 소론 시파에 대해서도 공격하였다. 소론 시파 조재한 등이 사도세자의 명예회복을 주청하자 그는 이들을 영조의 판결을 뒤집으려는 역신들로 규정, 공격하였다.
김종수는 정조 즉위 초반 노론 내 정조의 지지자로 활동하였다.

### 탕평책에 대한 반대
김종수는 정조의 탕평정치, 즉 각 당파의 강경파를 함께 써서 조화를 도모하는 대화합의 정치에 전적으로 동의를 표하지는 않았다. 도리어 그런 정치는 효과도 늦게 나타날 뿐 아니라 결국은 원칙 없이 두루뭉실하게 조정하는 정치가 된다고 비판하고, 진정으로 올바른 하나의 붕당이 주도하는 정치를 만드는 것이 옳다고 주장했다. 그는 세손을 죄인의 아들로 규정 한 노론 내 벽파에 대해서도 반역자의 무리라며 공박했다. 또한 소론과 남인에서 노론벽파가 사도세자와 세손을 제거하려 한 일을 언급하며 노론 전체를 사도세자를 죽이려는 것, 세손을 반대하던 집단으로 몰고 가려는 소론과 남인의 시도에 맹렬하게 반응했다.
그는 사도세자가 영조에 의해 처분받은 인물임을 인정하면서도 사도세자를 대놓고 죄인으로 언급하는 것은 주저하였다. 그러나 사도세자의 복권 시도에 대해서는 영조의 처분을 뒤집는 반역으로 보고 반대했고, 세손을 죄인의 아들로 몰고 가려는 시도 역시 세손, 정조에 대한 반역으로 규정했다. 노론 내 북학파와 규장각 각신에 대해서도 노론 내에서는 당을 분열시키려는 행동이라 비판이 나왔으나, 그는 이를 일축하고 규장각 각신들을 보호하였다.

### 인재 등용론
김종수는 군자와 소인배를 철저하게 분별할 것을 주장했다. 그러나 군자가 모든 것을 맡을 수는 없다고 봤다. 군자이지만 결점, 병이 있는 사람도 많고, 소인배이지만 재주가 있는 사람도 많지만, 결점 때문에 군자를 버린다든지, 재주 때문에 소인을 쓰는 것은 나라가 망하는 길이라고 했다. 그에 따라 남인 채제공 등을 역적이라고 성토하면서도, 그의 의견도 나라를 위해서는 필요한 의견이라 하였다.
김종수는 소인배들을 무조건 배척하는 것은 잘못이라 하였다. 재주가 있다면 재주 대로 채용은 하되, 고위직이나 중요한 자리, 인사와 병권을 담당하는 부서로는 절대 보내지 않으면 된다는 것이다. 그에 의하면 소인배들은 문지기나 궁중악사, 말단 행정관리 같이 한두 가지 재주만 쓰는 말단직에 두면 족하다는 것이다. 즉, 소인들은 조정이니 조화니 하는 말을 사용할 필요가 없을 정도로만 등용하면 된다는 견해다. 그는 소인배도 그릇, 자격에 따라 맞는 자리에 임명하는게 맞다고 봤다. 소인배라 하여 그 재주까지 무조건 내치는 것은, 나라를 위한 계책이 아니라는 것이다. 이는 남인, 소론은 물론이고, 노론계 일각에서도 트집을 잡아 그를 비난하는 소재가 되었다.
후대의 사학자 박광용은 이를 두고 '김종수의 이 견해는 개인을 대상으로 한 것이어서 '군자당 대 소인당론'으로 볼 수는 없지만 결국 노론 일당전제론의 입장이다'라고 보았다. 정조는 소론과 남인 강경파의 힘을 결집, 강화시키키는 인물들을 등용하여 노론 강경파와 조화시키는 탕평을 추진했으므로, 이 견해는 수용하지 않았다.

## 가족 관계
노론 벽파의 거두이자 사도세자 숙청에 앞장선 이 중의 하나인 김상로는 그의 재종조부였다. 부자 영의정인 김재로와 김치인은 각각 그의 종조부와 5촌 당숙이었다. 그 밖에 독립운동가 겸 정치인 김규식은 그의 4대손이었다.
- 할아버지 : 김희로(金希魯), 참판
  - 아버지 : 김치만(金致萬), 진사
  - 어머니 : 풍산홍씨, 이조참판 홍석보의 딸
    - 형님 : 김종후(金鍾厚)
    - 부인 : 해평윤씨(, 1730년 7월 13일 - 1792년 9월 22일)
      - 장남 : 김약연(金躍淵, 요절)
        - 양손자 : 김동선(金東善)

      - 장녀 : 청풍김씨
      - 사위 : 서유수(徐裕壽)

    - 측실 : 이름모름
- 외할아버지 : 홍석보
  - 외종조부 : 홍현보(홍봉한, 홍인한의 아버지, 혜경궁 홍씨의 할아버지)
- 장인 : 윤득경, 홍문관 교리

## 성품
한 번 마음먹은 것은 좀처럼 바꾸지 않고 모든 수단을 동원하여 관철시키는 집요한 성격의 소유자라는 것이 김종수에 대한 일반적인 평가였다. 이 때문에 순조 연간에는 정조의 치적을 파괴해버린 벽파 정치집단의 실질적인 지도자로 몰려 심환지, 김관주, 김달순 등과 함께 역적으로 규정되기도 하였다. 그러나 그는 정조의 뜻을 전달받은 뒤에 남인과 소론에 대한 공격과 원칙론을 견지하면서도 그들의 의견도 국가를 위해서는 일부 취할 만한 필요한 여론이라고 보기도 했다. 사후 벽파로 몰렸지만, 그는 벽파 등 외척의 정치 관여를 강하게 부정, 비판하였다.

## 기타 활동
1779년(정조 3년)에 형 김종후(金鍾厚)와 함께 5대조 김극형의 시문집인 《청풍세고 (淸風世稿)》를 간행하였고, 그해 할아버지 김구(金構)의 시문집인 《충헌공유고 (忠憲公遺稿)》를 영인하였다.

### 연암유적
1777년(정조 1년) 그는 앞서 죽은 아들 김약연과 절개를 지키고 죽은 며느리 홍씨를 추모한 연암유적(淵庵遺迹)을 편찬했다. 연암유적의 전반부는 아들 김약연의 시문집 모음이고, 후반부는 며느리 홍씨가 친정부모에게 올린 편지에는 부모보다 먼저 죽는 불효를 용서하고, 마음 아파하지 말라는 내용이 실려 있다. 홍씨는 시부모에게는 처음에는 어떻게든 살아서 시부모를 모시려고 하였으나, 슬픔을 도저히 풀 길이 없어 죽는다고 하며, 자신을 용서하여주기를 간절히 기원하고 있다.
그는 며느리 홍씨의 행장을 친히 썼다. 행장에는 홍씨가 남편을 잃고 오히려 시부모를 위로하던 모습들이 애절하게 그려져 있다. 연암유적을 편찬할 무렵 그는 슬픈 기색을 보이지 않고, 정조 제거에 혈안이 된 벽파 세력 공격에 전념하였다.

## 김종수가 등장한 작품
- 1994년 - 역사의 라이벌 9회, 박영목
- 2007년 - 뮤지컬 《정조대왕》, 김원근

## 같이 보기
| - 임오화변 - 임오의리 - 금등 - 노론 - 김종후 - 홍국영 - 서명선 - 심환지 - 윤시동 - 김달순 - 김조순 - 채제공 - 김규식 - 안정복 - 유척기 - 이천보 | - 탕평파 - 벽파 - 청명파 - 규장각 - 홍봉한 - 홍인한 - 김상로 - 김귀주 - 김구주 - 정순왕후 - 김한구 - 화완옹주 - 정후겸 - 정우량 - 조재호 - 사도세자 | - 조선 정조 - 조현명 - 홍계희 - 홍계능 - 홍국영 - 서명선 - 박지원 - 박제가 - 이가환 |